# Steve Blackman (luchador)
Steve Blackman (28 de septiembre de 1963) es un luchador profesional retirado estadounidense. Es conocido por haber trabajado en World Wrestling Federation (WWF) desde 1997 hasta 2002, donde ganó en 6 ocasiones el Campeonato Hardcore de la WWF.

## Carrera

### Stampede Wrestling y Sudáfrica (1986-1989)
Steve Blackman comenzó como un culturista competitivo y levantador de pesas antes de entrar en la lucha libre profesional en 1986 en Connecticut, la formación en la escuela de lucha libre Altamore Tony. En Calgary , trabajó para la compañía de Stu Hart, Stampede Wrestling. Él compitió brevemente como un jobber en 1988 y que estaba siendo considerado para un contrato a tiempo completo con la WWF cuando contrajo la malaria y la disentería, mientras que la lucha en Sudáfrica en 1989 y "estuvo en su lecho de muerte por dos años".

### La recuperación (1991-1997)
Finalmente, después de superar la malaria tras dos años, periodo en el cual perdió gran parte de su masa muscular, Blackman pasó otros cuatro años en la terapia física para recuperar su condición física, en donde realizó diversas artes marciales: karate shotokan, esgrima y tae kwon do. Una vez de vuelta Blackman entró en contacto con sus amigos Brian Pillman y Owen Hart para un nuevo contrato con la WWF.

### World Wrestling Federation/Entertainment (1997-2002)

#### 1997-1998

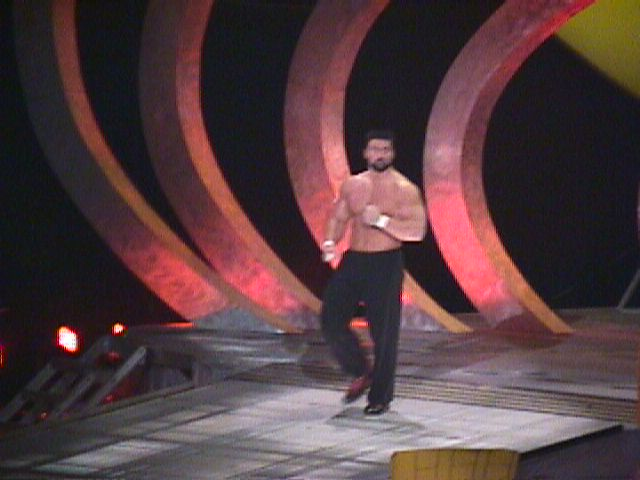
Blackman haciendo su entrada en SmackDown en 1999.

Blackman hizo su debut en la World Wrestling Federation el 3 de noviembre de 1997 episodio de Raw is War interfiriendo para ayudar a Vader para defenderse de un ataque de The Hart Foundation. Debutó como un luchador de artes marciales, sustituyendo a The Patriot en el Team USA (Vader, Goldust & Marc Mero), en Survivor Series contra el Team Canada (British Bulldog, Jim Neidhart, Phillip Lafon & Doug Furnas). 
Al año siguiente, se unió a Ken Shamrock en sus esfuerzos para luchar contra la Nation of Domination. Blackman empezó a usar una Eskrima que brilla en la oscuridad antes de caminar al ring. Con el tiempo se volvió heel aliándose con Shane McMahon. Durante su carrera como un heel, traía una bolsa de deporte llena de armas de artes marciales. Blackman intentará utilizar las armas en la bolsa durante o después de la lucha. Esta fue también durante la época en que pelea con su excompañero, Ken Shamrock. Los dos llevarían a cabo en un feudo que culminó en un combate en SummerSlam 1998. 
A finales de 1998, Blackman compitió en el WWF Brawl for All, derrotando a Marc Mero en la primera ronda. Sin embargo, tuvo que retirarse debido a una lesión, lo que permitió a Mero avanzar de forma predeterminada.

#### 1999-2002
Blackman y Al Snow formaron un equipo que fue conocido extraoficialmente como Head Cheese, como Snow hizo Blackman usar un sombrero Cheesehead para salir al ring. Blackman tenía reputación de ser muy serio y no mostrar las emociones, por lo que convirtió al dúo el hombre serio y el alegre. Muchas de las parodias involucraban a Snow con un nuevo personaje. Tuvieron varios combates pero su unión no duró mucho. Y el 15 de mayo de 2000 se separaron como equipo
Después de separarse de Snow, Blackman entró en la División Hardcore. En ese momento, el título fue defendido las 24 horas del día, 7 días a la semana según lo establecido por Crash Holly. Debido a esto, el campeón era atacado y derrotado en lugares que no están típicamente asociados con encuentros de lucha libre, como detrás del escenario o en un hotel. Durante su temporada como Campeón Hardcore, Blackman fue utilizó su personaje de artes marciales. La primera vez que perdió el título contra Shane McMahon, en gran parte debido a la interferencia de Test, Albert, Edge y Christian, con Mick Foley se suspende la 24/7. En SummerSlam, Blackman y McMahon lucharon por el título. Durante ese encuentro, ambos subieron el Titantron con Blackman tirando a Shane desde allí debido a un golpe con un palo de kendo y aplicándole un Elbow Drop. Blackman iría a defender el título en varias ocasiones, pero al final perdería el título por sexta vez contra Raven a finales de 2000. 
A principios de 2001, Blackman formó otro con Grand Master Sexay. Blackman jugó otra vez el hombre imperturbable: un elemento recurrente fue que el Grand Master Sexay siempre trataba de convencer a Blackman a bailar con él después de sus partidos. En el verano de 2001, Lawler fue despedido de la WWF. Por aquel entonces, Blackman sufrido una lesión, y fue despedido en octubre de 2002.

#### Regreso (2007)
Blackman hizo una aparición especial, y su primera en más de seis años y medio, en la televisión de WWE durante el 15 º aniversario, apareciendo en un 15-Man Battle Royal. Fue eliminado por Flash Funk.

## Campeonatos y logros
- World Wrestling Federation
  - WWF Hardcore Championship (6 veces)

- Pro Wrestling Illustrated
  - Situado en el Nº109 en los PWI 500 de 1998[10]
  - Situado en el Nº138 en los PWI 500 de 1999[11]
  - Situado en el Nº121 en los PWI 500 del 2000[12]
  - Situado en el Nº70 en los PWI 500 del 2001[13]
  - Situado en el N°448 dentro de los mejores 500 luchadores de la historia - PWI Years, 2003.[14]